# Rapture of the Deep
Rapture of the Deep — восемнадцатый студийный альбом британской рок-группы Deep Purple, вышедший в ноябре 2005 года.

## История создания и выхода
Это четвёртый студийный альбом Deep Purple после прихода в группу Стива Морса в 1994 году, а также второй с участием клавишника Дона Эйри. Материал для альбома был написан музыкантами в ходе их предыдущего турне. По его окончании группа за 5 недель студийных сессий в Лос-Анджелесе завершила работу над пластинкой. Её продюсером выступил Майкл Брэдфорд, сотрудничавший с группой на предыдущем релизе — Bananas. Чуть более, чем за неделю до официального выхода в Европе — 21 октября, альбом был презентован в России. В целом он получил положительные отзывы от критиков.

## Список композиций
Авторы всех композиций — Гиллан, Морс, Гловер, Эйри и Пейс.
1. Money Talks (5:34)
2. Girls Like That (4:02)
3. Wrong Man (4:54)
4. Rapture Of The Deep (5:57)
5. Clearly Quite Absurd (5:26)
6. Don’t Let Go (4:33)
7. Back To Back (4:04)
8. Kiss Tomorrow Goodbye (4:19)
9. Junkyard Blues (5:32)
10. Before Time Began (6:30)

## Участники записи

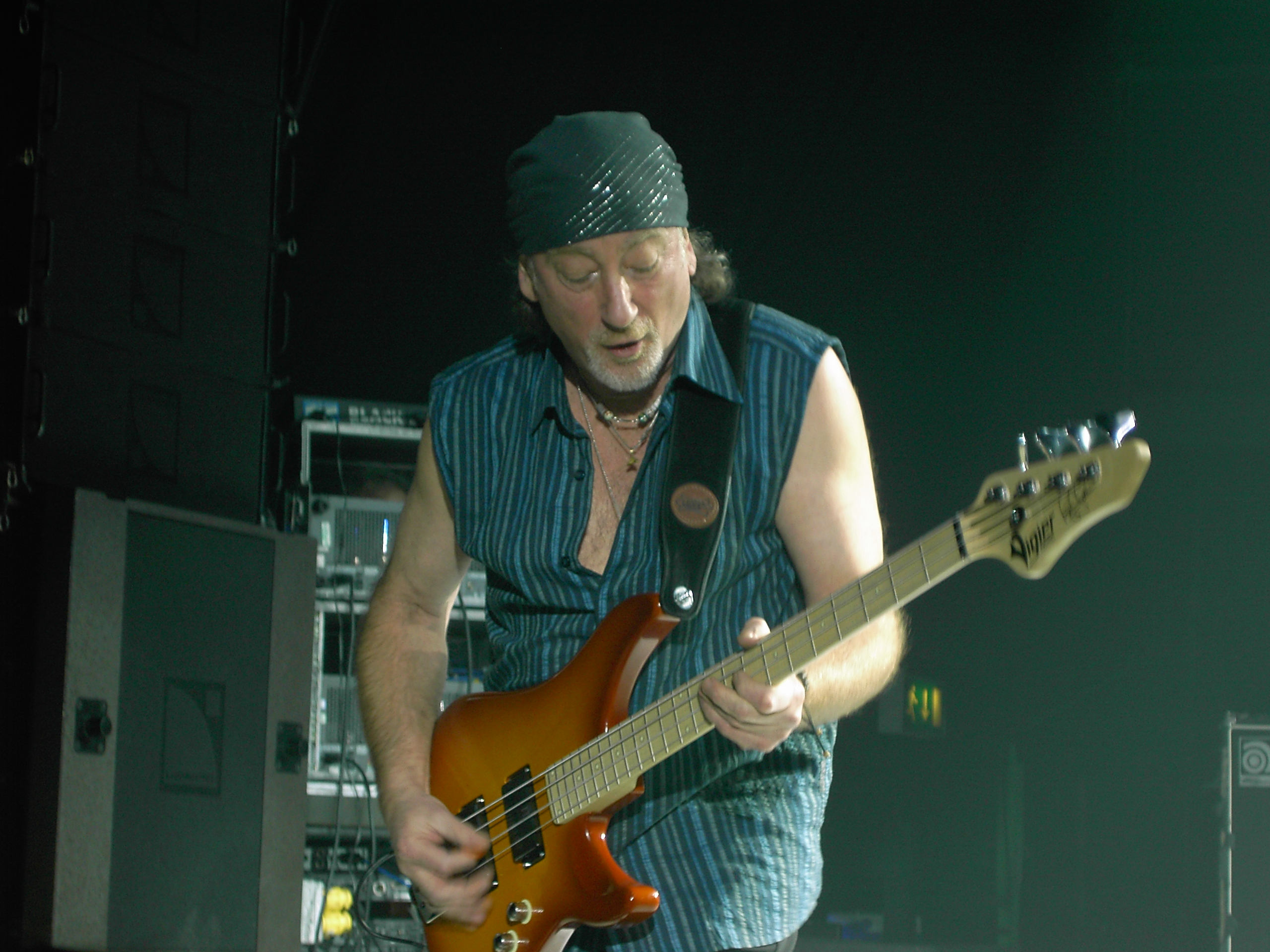
Роджер Гловер на выступлении Deep Purple в театре Astoria, 2006 год

- Иэн Гиллан — вокал
- Стив Морс — гитара
- Дон Эйри — клавишные
- Роджер Гловер — бас-гитара
- Иэн Пейс — ударные

## Позиции в чартах
| Чарт (2005)                     | Позиция в чарте |
| ------------------------------- | --------------- |
| German Albums Chart             | 10              |
| Finnish Albums Chart            | 11              |
| Swiss Albums Chart              | 16              |
| Italian Albums Chart            | 19              |
| Austrian Albums Chart           | 20              |
| Swedish Albums Chart            | 22              |
| Czech Republic Albums Chart     | 32              |
| Brazilian Albums Chart          | 39              |
| Polish Albums Chart             | 40              |
| Top Independent Albums (USA)    | 43              |
| Belgian Albums Chart (Wallonia) | 64              |
| UK Albums Chart                 | 81              |
| French Albums Chart             | 85              |
| Japanese Albums Chart           | 240             |